# 郷原 (安中市)
郷原（ごうばら）は、群馬県安中市の地名。郵便番号は379-0135。面積は3.54km2(2010年現在)。

## 地理
碓氷川と九十九川に挟まれた台地上に位置している。

### 河川
- 碓氷川
- 九十九川

## 歴史
江戸時代頃からある地名で、安中藩領だった。松井田城と安中城の繋ぎの城といわれる名山城があった。

### 年表
- 1889年4月1日 町村制施行により、郷原村は原市村、簗瀬村、嶺村と合併して原市町が成立する。
- 1955年3月1日 原市町は、（旧）安中町、秋間村、磯部町、東横野村、板鼻町、岩野谷村、後閑村と合併して安中町となる。そのため、安中町郷原となる。
- 1958年11月1日 市制施行により、安中町は安中市となる。そのため安中市郷原となる。

## 世帯数と人口
2017年（平成29年）7月31日現在の世帯数と人口は以下の通りである。
| 大字 | 世帯数  | 人口    |
| ---- | ------- | ------- |
| 郷原 | 649世帯 | 1,454人 |

## 教育
市立小・中学校に通う場合、学区は以下の通りとなる。
| 番地 | 小学校             | 中学校             |
| ---- | ------------------ | ------------------ |
| 全域 | 安中市立原市小学校 | 安中市立第二中学校 |

## 交通

### 鉄道
同町に鉄道駅はない。

### 道路
国道は国道18号が、県道は群馬県道216号長久保郷原線、群馬県道220号磯部停車場線が通っている。

## 施設
- 安中工業団地
- 郷原簡易郵便局
- 磯部温泉の一部旅館

## 避難所
指定緊急避難場所
- 原市6区集会所[6]
- 郷原公会堂（原市第7区公会堂）

指定避難所
- 原市体育館  [7]

対象地区: 原市6区
- 旧郷原分校

対象地区: 原市7区